# AngloGold Ashanti

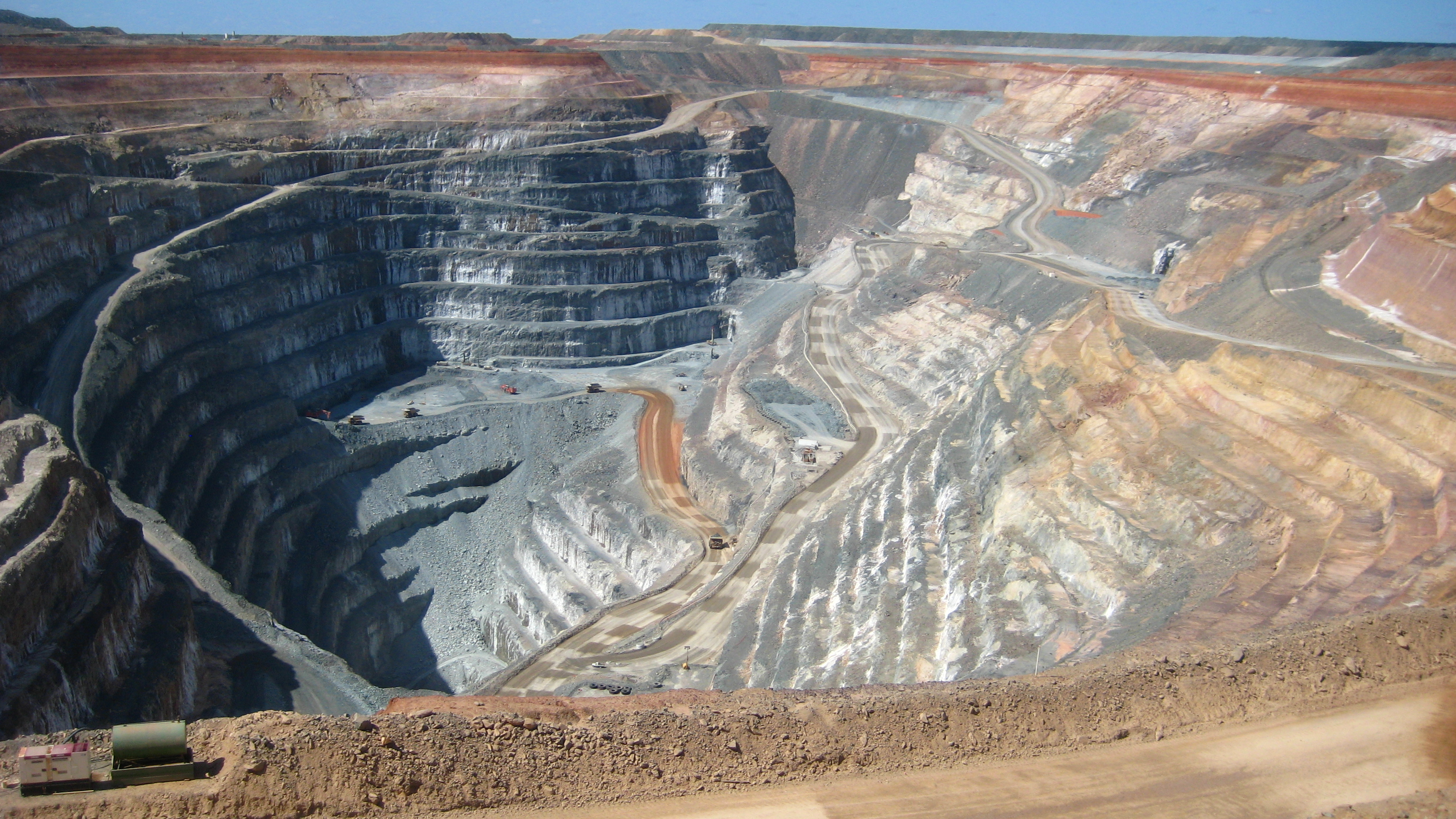
Cielo abierto de la mina de oro Sunrise Dam.

AngloGold Ashanti Limited es una multinacional de origen sudafricano que se dedica a la explotación minera de oro. Fue fundada en 2004 cuando se fusionaron las compañías AngloGold y la corporación Ashanti Goldfields. La multuinacional cuenta con 21 operaciones en 4 continentes. La compañía está registrada en las operaciones de bolsa de Nueva York, Johannesburgo, Acra, Londres y Australia, igualmente en los mercados bursátiles de París y Bruselas.
En 2008, AngloGold produjo 4.98 millones de onzas de oro en sus operaciones, lo cual se estima es el 7% de la producción global. En 2009, la producción la compañía bajó a 4.6 millones de onzas. Para el tercer cuarto de 2014, AngloGold era el tercer productor de oro a nivel mundial detrás de Barrick Gold y Newmont Mining Corporation.

## Operaciones en Colombia
En Colombia la compañía adquirió varios títulos mineros pero ha tenido que enfrentar la oposición de las comunidades a la explotación de oro en regiones como el Cauca.
La empresa tiene operaciones en:
- Gramalote: ubicado en el Nororiente antioqueño, en el municipio de San Roque. Es un proyecto en sociedad con la empresa canadiense B2Gold.[cita requerida]

- Quebradona: ubicado en el suroeste antioqueño, es un proyecto de exploración minera que propone el desarrollo de una mina subterránea. Se proyecta como la primera mina digital de Latinoamérica, con redes 5G, vehículos autónomos, Big data e Internet de las cosas. Según estadísticas del Centro Nacional de Consultoría y la Brújula Minera el proyecto cuenta con más de 70% de aceptación por parte de la comunidad.[cita requerida]. En 2023 Campesinos de la región expulsaron maquinaria y operarios posterior a un ardid empleado por la multinacional en la que afirmaban empezar labores de exploración a pesar de ya haber sido negadas por el ministerio de minas, se encontró maquinaria de explotación a pesar de que informaron a la comunidad su intención de explorar únicamente [5]

- La Colosa: ubicado en Cajamarca (Tolima) la empresa se declaró en fuerza mayor y suspendió operaciones luego de la consulta popular donde la comunidad voto, en su gran mayoría, en contra de la minería.[cita requerida]